# 싼샤구

싼샤 구의 위치

싼샤구(한국어: 삼협구, 중국어: 三峽區, 병음: Sānxiá Qū)는 중화민국 신베이시의 구이다. 넓이는 191.4508km2이고, 인구는 2015년 8월 기준으로 112,170명이다.

## 지리
타이베이 분지의 남서부에 위치하고 동쪽으로 신뎬 구, 우라이 구, 남쪽으로 타오위안시 푸싱구, 서쪽으로 타오위안시 다시 진, 북쪽으로 잉거 구, 수린 구, 투청 구와 접한다.

## 역사
싼샤는 다한시(大漢渓), 싼샤시(三峽渓), 헝시(横渓)의 3개의 하천이 합류하는 지리 조건 때문에 옛날에는 삼각용(三角湧)으로 불리고 있었다. 일본 통치 시대의 행정개혁의 과정에서 일본어로 발음이 유사한 산쿄(三峽)로 개칭해 다이호쿠 주 산쿄 장(三峽庄)을 성립한 것이 싼샤라는 지명의 유래이다. 그 후 인구의 증가로 산쿄 가(三峽街)로 개칭했고 전후 싼샤 진으로 명칭이 변천 했다.

## 교육
- 국립 타이베이 대학

## 교통
- 국도 3호선

## 같이 보기
- 신베이시